# Шеки
Шеки е град в северозападната част на Азербайджан. Намира се на 325 км от столицата Баку.
Населението му наброява 63 000 жители. Около града се отглеждат тютюн, ядки, грозде, житни растения и др.
През града текат реките Киш и Гурджана. Средната надморска височина на града е 545 м. Средната температура в Шеки е 12 °C.
Телефонен код: 177. Автомобилен код: 55.

## Побратими градове
- Габрово, България
- Гиресун, Турция
- Османгази, Турция
- Слуцк, Беларус